# Maharanga bicolor
Maharanga bicolor là loài thực vật có hoa trong họ Mồ hôi. Loài này được (Wall. ex G. Don) A. DC. mô tả khoa học đầu tiên năm 1846.